# بن تشابمان (ممثل)
بن تشابمان (بالإنجليزية: Ben Chapman)‏ مواليد 29 أكتوبر 1928 في أوكلاند، الولايات المتحدة - الوفاة 21 فبراير 2008 في هونولولو، هو ممثل أمريكي بدأ مسيرته الفنية سنة 1949. امتدت مسيرته الفنية لأكثر من 57 عاما.

## الجوائز
- ميدالية النجمة البرونزية
- وسام القلب الأرجواني

## وصلات خارجية
- بن تشابمان على موقع IMDb (الإنجليزية)
- بن تشابمان على موقع تيرنر كلاسيك موفيز (الإنجليزية)
- بن تشابمان على موقع أول موفي (الإنجليزية)
- بن تشابمان على موقع قاعدة بيانات الفيلم (الإنجليزية)
- الموقع الرسمي